# Вибух у Єревані (2022)
14 серпня 2022 року стався вибух феєрверків на ринку в Єревані, Вірменія. У результаті загинуло 16 людей і 61 людину було поранено.

## Перебіг подій
Вибух на складі феєрверків стався у торговому центрі Сурмалу в Єревані. Почалася велика пожежа, яка знищила більшу частину ринку. На місці події прибули 200 пожежників.

## Відповідь
Імена жертв було названо наступного дня. Місце вибуху відвідав прем'єр-міністр Нікол Пашинян разом із мером Єревана Грач'я Саргсяном, міністром із надзвичайних ситуацій Арменом Памбухчяном, директором рятувальної служби Арменом Гаспаряном і керівником Управління координації інспекційних органів Артуром Асояном.